# Heilpädagogischer Förderlehrer
Heilpädagogische Förderlehrer (HFL) gehören zum Lehrpersonal an Förderschulen.

## Aufgabengebiet
Die Arbeit der Heilpädagogischen Förderlehrer steht in allen Bereichen unter dem Aspekt der Heilpädagogik. Diese sieht den Menschen ganzheitlich und versucht unter den verschiedensten Blickwinkeln das große Spektrum an pädagogischen und therapeutischen Methoden für die anvertrauten Kinder und Jugendlichen optimal auszuwählen und immer wieder neu zu überdenken.
Heilpädagogische Förderlehrerinnen und -lehrer verfolgen in ihrer Arbeit einen präventiven und integrativen Gedanken. In schulvorbereitenden Einrichtungen, bei mobilen sonderpädagogischen Hilfen und im mobilen sonderpädagogischen Dienst helfen ressourcenorientierte Ansätze zur Wahrnehmungsförderung die individuellen „Lernproblematiken“ zu überwinden.
Heilpädagogische Förderlehrerinnen und -lehrer planen und gestalten in Sonderpädagogischen Förderzentren selbständig und eigenverantwortlich den Unterricht.

## Situation in Bayern
In Bayern arbeiten derzeit etwa 1300 Heilpädagogische Förderlehrerinnen und -lehrer in Förderschulen und Förderzentren mit den unterschiedlichen Förderschwerpunkten, in schulvorbereitenden Einrichtungen (SVE), in Frühförderstellen, in Regeleinrichtungen als mobiler sonderpädagogische Hilfe (msH) oder als Mobiler Sonderpädagogischer Dienst (msD) in Schulen.

## Arbeitgeber
In der Regel arbeiten Heilpädagogische Förderlehrer bei staatlichen, privaten, kirchlichen und kommunalen Trägern.

## Ausbildung
Die Ausbildung zum Heilpädagogischen Förderlehrer erfolgt in den verschiedenen Bundesländern unterschiedlich. In Bayern durch eine berufsbegleitende zweijährige Zusatzausbildung. Diese wird vom bayerischen Staatsministerium für Unterricht und Kultus angeboten. Die Ausbildung richtet sich an das Personal für heilpädagogische Unterrichtshilfen (meist Erzieher) und Werkmeister ohne heilpädagogische oder sonderpädagogische Zusatzausbildung, die bereits mehrere Jahre ihren Dienst an einer Förderschule versehen. Der Lehrgang steht sowohl für staatliches wie auch privat angestelltes Personal offen.
Der Lehrgang befasst sich insbesondere mit den sonderpädagogischen Förderschwerpunkten geistige Entwicklung und körperliche und motorische Entwicklung.

## Tätigkeit
Im Bayerischen Erziehungs- und Unterrichtsgesetz (BayEUG) Art. 60 Abs. 2 ist die Tätigkeit der Heilpädagogischen Förderlehrerinnen und -lehrer wie folgt beschrieben:
(2) Heilpädagogischer Förderlehrer, Werkmeister und sonstiges Personal für heilpädagogische Unterrichtshilfe an Förderschulen und Schulvorbereitenden Einrichtungen unterstützen die Erziehungs- und Unterrichtstätigkeiten der Lehrkraft; im Rahmen eines mit den Sonderschullehrern gemeinsam erstellten Gesamtplans wirken sie bei Erziehung, Unterrichtung und Beratung behinderter und von Behinderung bedrohter Kindern und Jugendlichen mit. Sie nehmen diese Aufgabe selbstständig und eigenverantwortlich wahr und wirken bei sonstigen Schulveranstaltungen und Verwaltungstätigkeiten mit. Heilpädagogische Förderlehrer und das sonstige Personal für heilpädagogische Unterrichtshilfen leiten die Gruppen der Schulvorbereitenden Einrichtungen im Einvernehmen mit dem Sonderschullehrer und erfüllen in Absprache mit dem Sonderschullehrer Aufgaben der sonderpädagogischen Förderung und Beratung im Rahmen der Mobilen Sonderpädagogischen Dienste und Hilfen.

## Praxis
Heilpädagogische Förderlehrer arbeiten in der Praxis weitgehend selbständig. Sie erstellen Trimesterpläne, planen den Unterricht und halten diesen in Absprache mit dem Sonderschullehrer. In Förderzentren leisten sie einen großen Anteil der Erziehungsarbeit. Abhängig von der einzelnen Einrichtung halten sie oft mehr Unterrichtsstunden in einer Klasse als der verantwortliche Sonderschullehrer.

## Bezahlung
Heilpädagogische Förderlehrer werden in der Regel nach dem TV-L oder TVöD bezahlt. Die Eingruppierung erfolgt in die Entgeltgruppe 9. Die Heilpädagogische Förderlehrer kritisieren, dass sie für ihre verantwortungsvolle Aufgabe unterbezahlt sind. Sie gehören zum Lehrpersonal, werden aber nicht als solche bezahlt.
Ein besonderes Problem stellen die Lehrgänge dar, die in den Jahren 2005 bis 2006 beendet wurden. Da im neuen TV-L eine zeitliche Grenze für noch ausstehende Bewährungsaufstiege vereinbart wurde, können diese Kurse (für die eine Bewährungszeit von 4 Jahren gilt) momentan nicht mehr höhergruppiert werden. Dies wurde den Lehrgangsteilnehmern mit der Lehrgangsausschreibung jedoch zugesagt.

## Organisation
Die Interessen der Heilpädagogischen Förderlehrer werden in Bayern durch den Berufsverband Verband der Heilpädagogischen Förderlehrerinnen und -Lehrer e.V. – kurz  HFL vertreten. Der Berufsverband setzt sich für die Belange der Heilpädagogischen Förderlehrerinnen und -lehrer, heilpädagogische Unterrichtshilfen und Werkmeister ein. Diesem Verband gelang es in Verhandlungen mit dem Bayerischen Kultusministerium die Berufsbezeichnung Heilpädagogischer Förderlehrer für Heilpädagogische Unterrichtshilfen mit der entsprechenden Ausbildung zu vereinbaren.